# Koncentracijsko taborišče Auschwitz
Koncentracijsko taborišče Auschwitz (poljsko Oświęcim) je bilo nemško koncentracijsko taborišče med drugo svetovno vojno.
Sestavljeno je bilo iz treh glavnih taborišč in 45–50 manjših. Ime izhaja iz nemškega imena za poljski kraj Oświęcim, ki se nahaja okoli 60 kilometrov zahodno od Krakova. V začetku leta 1940 so nacisti tukaj zgradili nekaj koncentracijskih taborišč in taborišče za iztrebljanje. Taborišča so bila glavni element v pripravah na holokavst, ki je terjal 1,1–1,6 milijonov žrtev, od katerih je bilo največ več Judov in političnih zapornikov. Taborišča so bila locirana na tem predelu zaradi visokega odstotka Judov med poljskimi prebivalci. Osvobodila ga je Rdeča armada 27. januarja 1945.
Samo taborišče je bilo razdeljeno na tri glavna taborišča in mnoge podružnice:
- Auschwitz I. – koncentracijsko taborišče
- Auschwitz II. – uničevalno taborišče (tudi imenovan Auschwitz-Birkenau)
- Auschwitz III. – delovno taborišče (tudi imenovan Auschwitz-Monowitz)

Tako kot vsa druga koncentracijska taborišča je bilo tudi to pod Himmlerjevimi esesovci. Poveljnik taborišča je bil Rudolf Höss, kasneje pa Arthur Liebehenschel in Richard Baer. Na povojnem zaslišanju in v svoji avtobiografiji je Höss podal podroben opis delovanja taborišča. Leta 1947 je bil obešen na vhodu v krematorij v Auschwitzu I. Glavne na oddelku za ženske so bile Johanna Landefeld, Maria Mandel in na koncu Elizabeta Volkenrath.
Okoli 700 taboriščnikov je skušalo pobegniti, od tega je bilo približno 300 uspešnih. Običajna kazen za poskus pobega je bila smrt zaradi lakote. Družine tistih, ki so uspešno pobegnili, so bile aretirane in mučene, nato pa so jih pustili vsem na očeh. Tako so poleg kaznovanja dosegli tudi zastraševanje.

## Auschwitz I
Ustanovljen je bil 20. maja 1940. Prvi taboriščniki so bili poljski politični zaporniki, predvsem delavski voditelji in komunisti, (728) iz Tarnów-a in sicer 14. junija. Prvotno je bilo taborišče namenjeno za internirane poljske intelektualce in člane uporniških gibanj, kasneje tudi za sovjetske vojne ujetnike, politične zapornike (med katerimi je bilo tudi 2346 Slovencev), prostitutke, Rome, Jehove priče in druge "asocialne elemente". Zaprti so bili tudi nemški »običajni« storilci kaznivih dejanj in 48 nemških homoseksualcev. Tudi Judje so bili poslani v taborišča, začenši s prvo »pošiljko« iz Tarnówa. Hitro je bilo v taborišču zaprtih med 13.000 in 16.000 zapornikov, leta 1942 pa je število naraslo na 20.000.
Vhod je bil (in je) zaznamovan s ciničnim napisom »Arbeit macht frei« (Delo osvobaja).
Esesovci so izbrali nekaj zapornikov, po navadi nemške storilece kaznivih dejanj, kot posebej privilegirane nadzornike drugih zapornikov. Imenovali so se kapo. Različni razredi zapornikov so bili tretirani glede na posebne znake na oblekah. Z Judi so na splošno ravnali najslabše. Vsi zaporniki so morali delati, nedelje pa so bile namenjene čiščenju, tuširanju in ni bilo nobenih delavskih obveznosti.
Težke delavne zahteve so skupaj z nezadostnim prehranjevanjem vodile k visoki smrtnosti med zaporniki.
Blok 11 je bil »zapor v zaporu«, kjer so potekala kaznovanja za kršenje pravil. Nekateri zaporniki so morali preživeti več dni v celicah, ki so bil preozke, da bi lahko sedeli. Drugi so bili usmrčeni s streljanjem, obešanjem ali stradanjem.
Septembra 1941 so esesovci opravljali test s plinom (cianidom) v bloku 11 in s tem ubili 850 Poljakov in Rusov. Prvi poskus je bil opravljen 3. septembra 1941 in je terjal življenja 600 sovjetskih vojnih zapornikov. Snov, ki je proizvedla smrtonosni plin cianid, je bila prodajana pod znamko Zyklon B, to je bil kristalizirana cianovodikova kislina, prvotno namenjen uporabi kot insekticid za uničevanje parazitnega mrčesa (uši, bolhe ipd.) v zaprtih prostorih. Plinska celica je delovala med letoma 1941 in 1942, nato pa je bila spremenjena v zaklonišče v primeru zračnega napada.
Prva ženska je v taborišče prispela 26. marca 1942. Od aprila 1943 do maja 1944 je ginekolog Carl Clauberg na Judinjah opravljal poskuse sterilizacije, da bi razvil preprosto injekcijsko metodo, ki bi jo uporabljali na Slovanih. Josef Mengele pa je istočano eksperimentiral na dvojčkih. Zapornike, ki si v taboriščni bolnišnici niso hitro opomogli, so ubili s smrtonosno injekcijo s fenolom.
Taborišče je imelo od poletja 1943 tudi bordel. Namenjen je bil nagrajevanju privilegiranih zapornikov. Nastopale so ženske, posebej izbrane za to, in nekatere prostovoljke izmed zaprtih žensk. Večino teh pa so nacisti tudi posilili.

## Auschwitz II (Birkenau)
To taborišče večina pozna preprosto pod imenom Auschwitz. Bilo je prizorišče trpljenja sto tisočev zapornikov in umorov več kot milijon ljudi, večinoma Judov.
Taborišče stoji v Brzezinki (Birkenau), približno 3 kilometre od Auschwitza I. Taborišče je bilo oblikovano po konceptu funkcionalizma. Gradnja se je začela leta 1941 kot del Končne rešitve. Velikost je bila 2,5 km x 2 km, razdeljen pa je bil na več delov, ti pa so se delili na polja. Tako polja kot celotno taborišče so bila obdana z elektrificirano bodečo žico. Nekateri taboriščniki so jo uporabljali za samomor. Naenkrat je bilo v taborišču do 100.000 zapornikov.
Glavni namen taborišča ni bilo izkoriščanje delovne sile, ampak iztrebljanje. Za ta namen je bilo taborišče opremljeno s štirimi krematoriji s plinskimi celicami. Vsaka plinska celica je bila narejena za 2500 ljudi naenkrat. Veliko iztrebljanje pa se je začelo 1942.
Večina ljudi je prispela v taborišče z vlakom, potovanja v lesenih tovornih vagonih pa so bila grozna. Leta 1944 so železnico podaljšali v notranjost taborišča, pred tem pa so zaporniki morali pešačiti od postaje v Auschwitzu do taborišča. Občasno so cele vagone prispelih poslali naravnost v smrt, včasih pa so nacisti opravili selekcijo, pogosto pod vodstvom Josefa Mengeleja. Pri tej selekciji so določali, koga bodo ubili takoj in koga bodo najprej izkoristili kot delovno silo ali za eksperimente. Otroke so ločili od mater in jih skupaj s starimi ženskami, bolnimi in šibkimi poslali v plinske celice.
Tisti zaporniki, ki so preživeli selekcijo, so bili poslani v karantene, kjer so preživeli nekaj časa in sčasoma začeli delati za obratovanje taborišča ali pa so bili poslani v kakšna bližnja delavska taborišča.
Del taborišča je bil rezerviran za ženske zapornice. V drugem delu, znanem kot Kanada (Kanada je takrat veljala za deželo neomejenih bogastev) so sortirali in shranjevali imetje prispelih zapornikov. Predmete, kot so bančni izpiski, kovanci, nakit, drage kovine in diamante so iz »Kanade« poslali v Reichbank (državno banko).
Tisti, ki so bili izbrani za usmrtitev že ob prihodu, so bili poslani v eno od štirih plinskih celic ali pa v krematorij. Oba krematorija (Krema II in Krema III) sta imela podzemno slačilnico in plinsko celico, ki je sprejela tisoče ljudi. Da bi se izognili splošni paniki, so žrtvam rekli, da jih peljejo na tuširanje; da bi to dejstvo podkrepili, so v celice celo namestili tuše, ki pa nikoli niso bili povezani z vodovodom. Žrtve so se morale sleči do golega, svoje imetje pa pustiti v slačilnici na mestu, ki naj si ga zapomnijo, da bodo stvari hitreje našli, ko pridejo ven. Ko so bile žrtve enkrat nepredušno zaprte v plinskih celicah, so vanje skozi luknje v stropu spustili strupeni Zyklon B. Po končanem pomoru so v celice poslali taboriščnike, imenovane Sonderkommandos, da so trupla prenesli v drugo sobo, kjer so jih zažgali.
7. oktobra 1944 so judovski Sonderkomandosi organizirali upor. Ženske zapornice so iz tovarne orožja pretihotapile strelivo in krematorij IV je bil delno uničen zaradi eksplozije. Za tem so zaporniki načrtovali množični pobeg, vendar so skoraj vse od 250 kmalu ubili.
Drugi zasužnjeni zaporniki so v taborišču preživeli manj kot leto zaradi težkih življenjskih pogojev. Birkenau je bil osvobojen 27. januarja 1945.
Novembra 1944 so Nemci razstrelili plinske celice z namenom, da bi prikrili svoje zločine pred napredujočimi sovjetskimi silami.
Po vojni je taborišče služilo kot zapor Narodnega komisariata notranjih zadev skozi večino leta 1945, potem pa je še nekaj let ostal kot kraj obupa. Poljska vlada se je potem odločila obnoviti Auschwitz I in ga spremeniti v muzej v čast žrtvam nacizma. Nekaj so sicer morali prirediti zaradi povojnih sprememb, ki so se zgodile pred ustanovitvijo muzeja. Tako so na primer zgradili plinsko celico, čeprav je ob koncu vojne ni bilo več. Auschwitz II, kjer so zgradbe začele razpadati, so ohranili, vendar pa ga niso obnavljali.